# Geschiedenis van Olympique de Marseille
Hieronder volgt een beschrijving van de geschiedenis van Olympique de Marseille.

## Geschiedenis

### Tapie-periode: 1986 - 1994

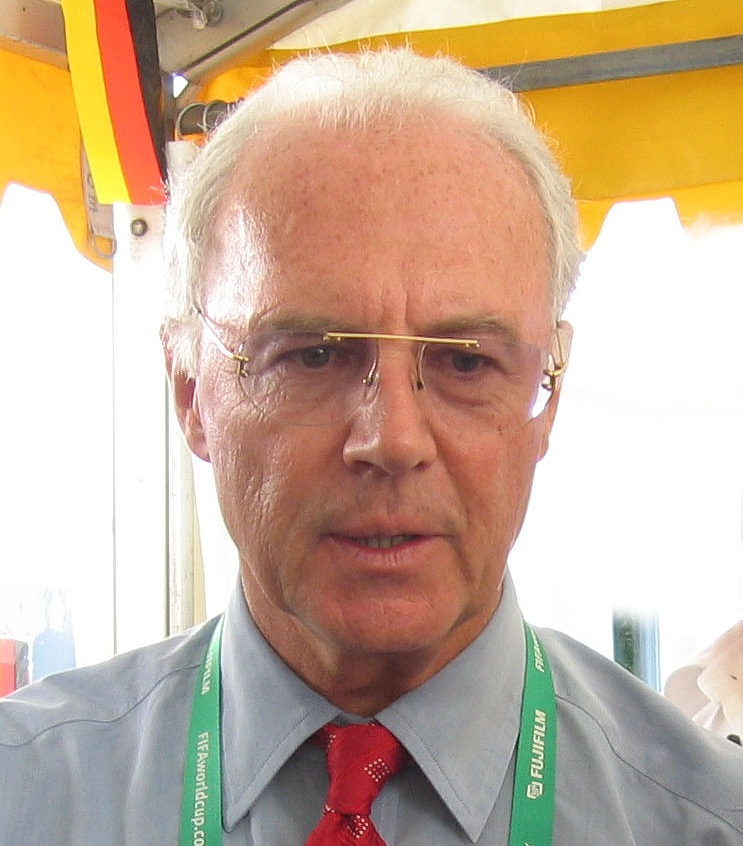
Trainer Franz Beckenbauer

Van 1989 tot en met 1992 wordt Olympique viermaal op rij kampioen van Frankrijk en haalde in 1989 ook de beker van Frankrijk binnen. In 1986 vraagt de toenmalige burgemeester van Marseille Gaston Deffere de rijke zakenman Bernard Tapie het voorzitterschap van de club op zich te nemen. Het doel is om van Olympique een Europese topclub te maken en een Europese titel te laten halen. Enkele bekende spelers die in deze periode voor Marseille uitkwamen zijn Jean-Pierre Papin, Chris Waddle, Klaus Allofs, Didier Deschamps, Basile Boli, Marcel Desailly, Rudi Völler en Éric Cantona. Tijdens de "Tapie-periode" waren er drie trainers in Marseille aan het werk waarvan twee met een grote internationale ervaring: Franz Beckenbauer, Gérard Gili, en Raymond Goethals die vanaf 1990 de leiding kreeg. In 1991 werd al de finale van de Europacup I bereikt, maar daarin werd na strafschoppen verloren van Rode Ster Belgrado. In 1993 was het weer raak, de Europacup I was omgedoopt tot Champions League en Marseille stond in de finale tegen AC Milan. Het werd 1-0 voor Olympique door een goal van Basile Boli.
In september 1993 kwam aan het licht dat Jean-Jacques Eydelie, een speler  van Olympique, twee spelers van Valenciennes had omgekocht om de uitwedstrijd te winnen en zo, drie dagen voor het duel tegen de A.C. Milan, het landskampioenschap veilig te stellen. De club moest de in 1993 behaalde landstitel weer inleveren en werd teruggezet naar Ligue 2. Tapie werd kort daarna van andere met voetbal niet toedoende corruptieschandalen verdacht en moest aftreden. Ook het jaar erop bleef Marseille in de Ligue 2 aangezien de club failliet werd verklaard en in Frankrijk is het dan niet mogelijk deel te nemen in de Ligue 1.

### Tijdperk Robert-Louis Dreyfus
Het tijdperk Robert-Louis Dreyfus breekt aan. Rolland Courbis wordt als trainer aangesteld en met hem vele bekende (internationale) voetbalsterren. Hiermee wordt de kwalificatie voor de UEFA-Cup gehaald.
Het seizoen erop, 1998/1999, wordt het honderdjarige bestaan van Olympique gevierd. Dat seizoen behaalt de club de tweede plaats achter P.S.G. en bereikt het de finale van de UEFA-Cup. Deze wordt echter verloren van Parma AC. Courbis moet een zeer slechte seizoenstart met ontslag betalen, en wordt opgevolgd door Bernard Casoni.
De drie volgende seizoenen heeft Marseille het moeilijk. Spelers en trainers komen en gaan, maar werkelijk resultaat is er niet te bespeuren. Zelfs wordt tot twee keer toe de degradatiezone op het nippertje ontweken.
In 2002 komt Alain Perrin naar Marseille en die weet O.M. weer naar de top van de lijsten te brengen. Door opnieuw tweede te worden wordt het seizoen erop in de Champions League gespeeld, maar O.M. is kansloos tegen FC Porto (de uiteindelijke winnaar) en Real Madrid. Verdergaand in de UEFA-Cup, haalt O.M. achtereenvolgens Newcastle United, Inter Milan en Liverpool FC onderuit. Mede dankzij de uitmuntende spits Didier Drogba en de Franse nationale doelman Fabien Barthez behaalt O.M. wederom de finale. Dit keer is het Spaanse Valencia CF te sterk.
Met het vertrek van Didier Drogba aan het einde van het voetbaljaar 2004/2005 naar Chelsea FC voor het bedrag van 37 miljoen euro, moet de club opnieuw naar een sterke spelverdeler zoeken. Die wordt gevonden door de toenmalige trainer Jean Fernandez in de persoon van Franck Ribéry.
Begin 2006 vertelt oud-speler Jean-Jacques Eydelie in zijn boek Je ne joue plus dat hij en andere spelers voor aanvang van de finale tegen Milaan 1993 doping gebruikt zouden hebben.
Onder leiding van en met aan zijn zijde spelers als Samir Nasri en Mamadou Niang haalt O.M. toch nog een redelijke zesde plaats. Vanaf maart 2006 rommelt het tussen de leiding van de club en Jean Fernandez. Albert Emon, de jeugdtrainer van Marseille, neemt de zaak momenteel over tot het einde van het seizoen. Hij wordt de hoofdtrainer van Marseille vanaf begin van het seizoen 2006 - 2007 en bereikt een zeer verdiende tweede plaats achter het onbereikbare Olympique Lyonnais, dat zijn zesde achtereenvolgende landskampioenschap viert.
Begin 2007 kwam de club opnieuw in het nieuws toen vernomen werd dat er sprake was van een overname van de club. Enkele weken lang hield heel voetballiefhebbend Marseille de adem in. Uiteindelijk bleek op 1 maart dat de Canadese zakenman Jack Kachkar niet de betalingstermijnen respecteerde, waarop de huidige eigenaar Robert-Louis Dreyfus de verkoop afblies.
Het einde van het seizoen 2007 werd gekenmerkt door het vertrek van de motor van het team. Franck Ribéry vertrekt voor het bedrag van 26 miljoen euro naar Bayern München.
Vele fans spraken lovend over de spelers die werden aangetrokken vanaf begin juni 2007. Maar Albert Emon heeft moeite om er een homogeen team van te maken en zo maakt l'O.M. een moeilijke seizoensstart. Alleen de wedstrijden voor de Champions League worden met enig succes bekroond. De andere wedstrijden voor het kampioenschap worden of gelijk gespeeld of verloren. Na de achtste speeldag staat Marseille in de degradatiezone. Dat is het moment dat Pape Diouf (voorzitter van de club) de knoop moet doorhakken, en wordt Albert Emon als trainer bedankt.

### Tijdperk Eric Gerets: 2007 - 2009

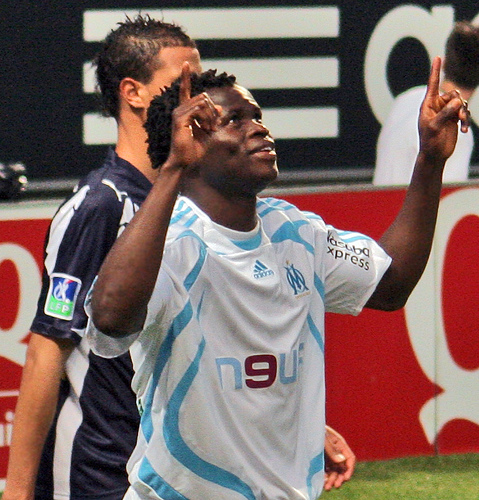
Taye Taiwo.

Sinds 25 september is de oud Belgisch international Eric Gerets de coach. Deze heeft tijd nodig om een team op te zetten. De wedstrijd in en tegen Lyon (eindstand 1-2) op 12 november kan als ommekeer worden beschouwd. Met Samir Nasri (terug van blessure), Lorik Cana, Mathieu Valbuena (middenveld) en met Mamadou Niang in de spits, wordt een prima prestatie neergezet. Ook de jeugdige reservedoelman Steve Mandanda (Cédric Carrasso is nog niet terug na zijn knie operatie) zet ook een topprestatie neer. Marseille verlaat met deze punten de degradatiezone.
Na zes maanden het team in handen te hebben gehad, heeft Eric Gerets zijn stempel gedrukt op l'O.M. Hij is erin geslaagd het team weer naar de derde plaats van de competitie te brengen, met een aanvallend voetbal maar met een soms nog wat haperende verdediging.
Doelman Steve Mandanda bewijst elke wedstrijd opnieuw zijn waarde. Hem wordt een grote toekomst voorspeld. Na het seizoen 2007/08 wordt bekend dat talent en motor Samir Nasri naar Arsenal verkast voor een bedrag van 15 miljoen euro.

### Seizoen 2016-2017
Marseille begon moeizaam aan het seizoen en vertoefde de eerste speeldagen in de rechterkolom. Het bestuur van Marseille wist dat er iets moest gebeuren en op 20 oktober werd dan ook Rudi García aangesteld als trainer. García had al ervaring op hoog niveau want hij kwam over van AS Roma. Ook had hij al ervaring in de Ligue 1. Hij trainde eerder al ploegen als OSC Lille, AS Saint-Étienne en Le Mans FC. García debuteerde meteen in het Parc des Princes in een wedstrijd tegen PSG. Marseille had het de hele wedstrijd moeilijk en slaagde er zelfs niet in om een schot op doel te produceren gedurende de hele wedstrijd. Dit was nog nooit eerder gebeurd in de clubgeschiedenis. Desondanks slaagde Marseille er toch in om mede dankzij het tactisch vernuft van García en een verdedigende 4-5-1 opstelling de brilscore op het scorebord te houden. Deze wedstrijd gaf de selectie van Marseille een echte boost en sindsdien verging het de ploeg veel beter. OM steeg gestaag in het klassement en staat 1 maand na de aanstelling van García al rond de plaatsen die recht geven op Europees voetbal volgend seizoen. Ook de transferperiode was een groot succes voor Marseille. Ze slaagden erin om de smaakmaker van het EK van 2016 in Frankrijk Dimitri Payet terug naar de club te halen na een periode bij West Ham United FC. Ook trok Marseille de ervaren linksachter Patrice Evra aan. Deze transfers misten hun effect niet: OM slaagde erin om zich te plaatsen voor de achtste finales in de Coupe de France door Olympique Lyon te verslaan met 2-1 na verlengingen. Op 26 februari werd dan weer een nieuw dieptepunt bereikt door in het eigen Stade Vélodrome te verliezen tegen aartsrivaal PSG met zware 1-5-cijfers. Enkele dagen later verloor Marseille dan ook nog in eigen stadion van AS Monaco na verlengingen met 3-4. Vooral de 0-1 was zeer pijnlijk voor de fans. Deze goal kwam voort uit een vrije trap die onterecht aan Monaco werd toegewezen en naast de scheidsrechter ging ook Yohann Pelé niet vrijuit bij dit doelpunt. Desondanks zien de vooruitzichten er goed uit en verwacht wordt dat Marseille erin zal slagen om zich te plaatsen voor Europees voetbal volgend seizoen. Op 5 maart won Marseille op de 28e speeldag met 1-4 van FC Lorient. Thauvin werd dankzij zijn doelpunt en twee assists verkozen tot Man van de wedstrijd. Op 10 maart boekte Marseille een vlotte 3-0-overwinning tegen Angers. Vooral de 1-0 was een staaltje genialiteit. Dimitri Payet legde een vrije trap af naar Florian Thauvin en vervolgens poeierde Thauvin de bal vanaf 30 meter met zijn linker in de rechteronderhoek. Op 17 maart speelden OSC Lille en Marseille gelijk in een zoutloze partij: het bleef 0-0. Op 1 april nam Marseille het in een thuiswedstrijd op tegen Dijon FCO. Sertic maakte een knullige owngoal vlak voor de rust maar in de tweede helft slaagde topaankoop Dimitri Payet erin om het tegendoelpunt uit te wissen. Het bleef 1-1. Op 9 april speelde Marseille voor de derde keer op rij gelijk. Het werd 0-0 in Toulouse. Dan volgden enkele sterke wedstrijden en na de overwinning tegen Nice zijn de mannen van Garcia al 8 matchen ongeslagen.

## Huidige status
Olympique Marseille geldt als de grootste Franse volksclub, wegens haar historie en achterban. Jaarlijks verkoopt de club minimaal 360.000 replica's van voetbalshirts.